# Grobschnitt (Tabak)

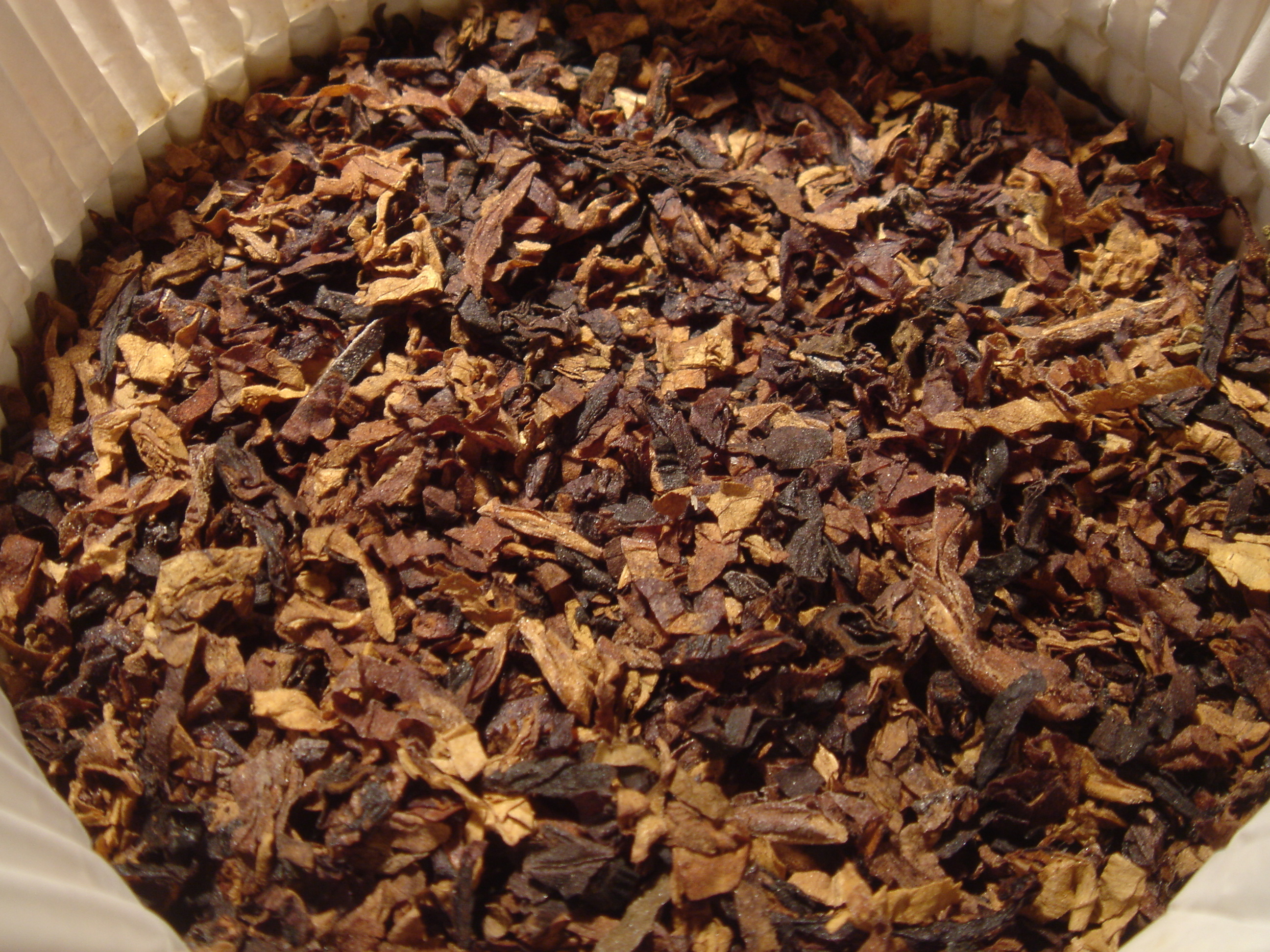
Pfeifentabak

Grobschnitt ist eine Bezeichnung für eine bestimmte Qualitätsgruppe von Tabak, die sich aus der Schnittgröße ableitet. Von Grobschnitt wird üblicherweise ab einer Schnittbreite von 3 bis 3,5 mm gesprochen. 
Der Grobschnitt wird in einer Tabakpfeife mit großem Kopf geraucht. Im Gegensatz dazu wird der Feinschnitt zum Drehen von Zigaretten verwendet oder in einer Pfeife mit kleinem Kopf geraucht.